# 噢，雪南多瓦
（《仙纳多》、《情人渡》、《山纳多》、《雪納朵》、《山南度》等）是一首傳統的美國民謠，確切來源不詳，而時間源自19世紀初期。
此歌曲似乎源自加拿大、美國利用獨木舟航行密蘇里河的航行者或是毛皮運輸商人，在歷史上衍生出好幾套不同的歌詞。有些歌詞提到雪南多瓦酋長以及一個想娶他女兒的獨木舟商人。到了1800年代中期，這首歌的幾個版本變成行船者或水手傳唱的小曲，在世界各地都可以聽到。
此歌曲在Roud民謠索引中編號為324。